# 維利尚卡 (茲博羅夫區)
49°37′28″N 25°14′17″E / 49.62444°N 25.23806°E
維利尚卡（烏克蘭語：Вільшанка），是烏克蘭的村落，位於該國西部捷爾諾波爾州，由捷尔诺波尔区負責管轄，始建於1790年，面積1.07平方公里，2001年人口218，人口密度每平方公里203.4人。